# أوتو مولر (سياسي)
أوتو مولر (بالإنجليزية: Otto Mueller)‏ هو شخصية أعمال وسياسي أمريكي، ولد في 19 ديسمبر 1875، وتوفي في 9 يناير 1973. حزبياً، نشط في الحزب الجمهوري. وقد انتخب عضو مجلس ولاية ويسكونسن.